# Oxygène
Oxygène – album francuskiego twórcy muzyki elektronicznej Jeana-Michela Jarre’a wydany we Francji w grudniu 1976 roku, a na świecie w 1977 roku. Album odniósł międzynarodowy sukces i jest najpopularniejszym albumem Jarre'a. Do tej pory sprzedano ponad 12 mln egzemplarzy.
Nagrania w Polsce uzyskały status złotej płyty.

## Utwory
| Nr | Tytuł utworu         | Długość |
| -- | -------------------- | ------- |
| 1. | „Oxygène (Part I)”   | 7:40    |
| 2. | „Oxygène (Part II)”  | 8:09    |
| 3. | „Oxygène (Part III)” | 2:55    |
| 4. | „Oxygène (Part IV)”  | 4:15    |
| 5. | „Oxygène (Part V)”   | 10:24   |
| 6. | „Oxygène (Part VI)”  | 6:21    |
|    |                      | 39:44   |

Kontynuacją tego albumu jest Oxygene 7-13, wydany w 1997.

## Historia wydania
| Region            | Data             | Wydawnictwo                    | Format      | Nr katalogu |
| ----------------- | ---------------- | ------------------------------ | ----------- | ----------- |
| Francja           | 5 grudnia 1976   | Disques Motors/Polydor         | LP          | 2933 207    |
| Francja           | 5 grudnia 1976   | Disques Motors/Polydor         | MC          | 3222 215    |
| Europa            | 1977             | Polydor                        | LP          | 2344 068    |
| Europa            | 1977             | Polydor                        | MC          | 3100 398    |
| Wielka Brytania   | lipiec 1977      | Polydor                        | LP          | 2310 555    |
| Wielka Brytania   | lipiec 1977      | Polydor                        | MC          | 3100 398    |
| Niemcy            | 1983             | Polydor                        | CD          | 800015-2    |
| Francja           | 1985             | Disques Motors                 | LP          | MLP 1000    |
| Francja           | 1985             | Disques Motors                 | CD          | MCO 1000    |
| Stany Zjednoczone | 1994             | Mobile Fidelity Sound Lab      | LP Remaster | MFSL 1-212  |
| Stany Zjednoczone | 1994             | Mobile Fidelity Sound Lab      | CD Remaster | UDCD 613    |
| Europa            | 1997             | Disques Dreyfus/Epic           | CD Remaster | 487375 2    |
| Europa            | 1997             | Disques Dreyfus/Epic           | MC          | 487375 4    |
| Europa            | 1997             | Disques Dreyfus/Epic           | MD          | 487375 8    |
| Wielka Brytania   | 15 marca 1999    | Simply Vinyl                   | LP.         | SVLP 072    |
| Europa            | 25 kwietnia 2014 | Disques Dreyfus/BMG/Sony Music | CD Remaster | 88843024682 |

1. ↑  „Audiofilska” 180 g płyta

## Certyfikaty
| Kraj                        | Certyfikat      | Sprzedaż  |
| --------------------------- | --------------- | --------- |
| Kanada (Music Canada)       | Platynowa płyta | 100 000   |
| Francja (SNEP)              | Złota płyta     | 1 766 000 |
| Niemcy (BVMI)               | Złota płyta     | 250 000   |
| Polska (ZPAV)               | Złota płyta     | 10 000    |
| Zjednoczone Królestwo (BPI) | Platynowa płyta | 300 000   |